# Huntington Park
Huntington Park är en stad (city) i Los Angeles County, i delstaten Kalifornien, USA. Enligt United States Census Bureau har staden en folkmängd på 58 536 invånare (2011) och en landarea på 7,8 km².